# Aïn Taghrout
Aïn Taghrout (anciennement Chèvremont durant l'époque de l'Algérie française) (arabe : عين تاغروت) est une commune de la wilaya de Bordj-Bou-Arreridj en Algérie.

## Géographie
La commune est située à 33 kilomètres à l'ouest de la ville de Sétif, à 32 kilomètres du chef-lieu de la wilaya de Bordj Bou Arréridj et à 267 kilomètres de la capitale Alger.
La daïra de Ain Taghrout abrite deux communes : Ain Taghrout et Tixter.
La chaîne de montagne Draa el Haddad surplombe la ville à 1 016 mètres de moyenne avec le pic Kef Della à 1 044 mètres d'altitude.
| Khelil • Ras el Ain | Beni Hocine (Sétif) | Aïn Abessa (Sétif) |
| Bir Kasdali         | Aïn Taghrout        | Aïn Arnat (Sétif)  |
| Aïn Tesra           | Tixter              | Mezloug (Sétif)    |

### Localités et lieux-dits
La ville possède les Douars suivants : 
- Achacha
- Belhout
- Benina
- Cherchar
- Djouaha
- El Aouinat
- El Guebaiel
- Ksar El Ghoul
- Ledjouahar
- Leghrazla
- Lehouissi
- Ouled Bounab
- Ouled Laib

### Climat
La wilaya se caractérise par un climat semi-aride sec et froid, qui offre des températures chaudes en été et très froides en hiver, parmi les plus basses d’Algérie[réf. nécessaire]. La pluviométrie annuelle est de 300 à 700 mm[réf. nécessaire].
| Mois                     | jan. | fév. | mars | avril | mai | juin | jui. | août | sep. | oct. | nov. | déc. | année |
| ------------------------ | ---- | ---- | ---- | ----- | --- | ---- | ---- | ---- | ---- | ---- | ---- | ---- | ----- |
| Température moyenne (°C) | 6    | 6    | 9    | 11    | 16  | 22   | 26   | 26   | 21   | 15   | 10   | 6    | 14    |
| Précipitations (mm)      | 32   | 26   | 27   | 35    | 41  | 16   | 11   | 11   | 63   | 33   | 35   | 31   | 360   |

### Hydrographie
La ville possède une source principale, l'Aïn Taghrout.
La ville possède une partie de la rive ouest du lac formé par le barrage d'Aïn Zada.
La station de traitement d’Aïn Zada a une capacité de 1 000 l/s partagée comme suit : 600 l/s vers Sétif, 300 l/s vers Bordj Bou Arreridj et 100 l/s vers Bougaa.
La commune est traversée par l'oued Bou Sellam qui forment le lit de ce barrage.
Au total, six oueds traversent la commune pour se déverser dans le lac du barrage Aïn Zada: Aïn Baabouch provenant de Khelil, l’oued Chernana provenant de Ouled Mosly (Tixter), l'oued Taghrout, un oued provenant de la source de Benina, un oued provenant de la source Aïn Lotaniya, un oued provenant de Tixter via une retenue collinaire, un oued provenant de Aïn Arnat et un provenant des hauteurs de la ville d'El Ouricia.

## Histoire

### Période préhistorique
Différents artefacts, tels que des armes en silex, des pointes de flèches et de lanceurs ainsi que des poteries, indiquent que la wilaya de Bordj Bou Arreridj était peuplée au Mésolithique et au Néolithique.

### Période romaine
Durant la période romaine, la région de Bordj s'appelait « Tamanouna ». Elle est partie intégrante de la province romaine de la Maurétanie césarienne devenue la Maurétanie sitifienne.

### Période française: 1870 à 1962
Aïn Taghrout compte parmi les plus vieilles communes de l'Algérie, puisqu'elle fut élevée à ce statut à la faveur du découpage de 1896.

## Démographie
Selon le recensement général de la population et de l'habitat de 2008, la population totale de la commune est de 12 906 habitants.
En rgph 2020 : 24350 habitat 
Les localités et lieux-dits possèdent 39 % des habitants, soit 4426 habitants.
| 1999   | 2005   | 2008                  |
| ------ | ------ | --------------------- |
| 11 132 | 13 466 | 12 906 ! 2020 = 24350 |

## Économie
Une zone industrielle est gérée par la SGP-ZI - EST (Société de Gestion des Participations de l’Etat Zones Industrielles - Est) et comprend une usine de véhicules deux-roues qui assemble des scooters, des motos et des quads.
Une nouvelle zone industrielle va être construite à cheval sur les territoires de la daïra de Bir Kasdali, la daïra d'Aïn Taghrout et la daïra de Ras El Oued. Cevital sera la première entreprise en y installant une usine de fabrication de fenêtres à double vitrage.
Sur les berges du Barrage Aïn Zada, il y a une exploitation aquacole ainsi qu'une unité de transformation de poissons d’eau douce

## Transports
La commune est traversée par la route nationale 103 qui croise la route menant direction sud à l'autoroute Est-Ouest (à 4 km) et jouxte la Route nationale 5 (Algérie). Elle relie Bir Kasdali et au nord-ouest et Tixter au sud.
La route wilayale 38 relie à Bir Kasdali et Ras el Oued.
Aïn Taghrout est distante de 25 km de l'aéroport de Sétif - 08 Mai 1945.
La commune dispose d'une gare routière comprenant des taxis et des minibus à destination des villes avoisinantes.

## Administration
Aïn Taghrout est la commune chef-lieu de la Daïra de même nom  qui englobe la commune de Tixter.
La commune est rattachée a la nouvelle wilaya déléguée de Ras El Oued en 2019. La ville abrite un siège de Daïra (sous-préfecture), une mairie, une brigade de gendarmerie et un bureau de poste.
Les tribus principales de la ville sont les Ouled Thaïr et les Ouled Bounab.

## Éducation
La ville possède est équipée de quatre écoles de l’enseignement primaire, trois collèges, un Lycée et un Centre de formation professionnel et d’apprentissage ainsi qu'une bibliothèque communale.

## Santé
La ville est dotée d'un centre de santé.

## Monuments et lieux touristiques
La ville possède un ancien caravansérail.

## Sports
La commune possède un stade municipal de football  de 5000 places et une salle de sports.
L'équipe de football de la ville est le CB Ain Taghrout, dépendant de la Ligue Régionale de Football de Batna, qui évolue dans le Championnat d'Algérie de football D5.